# (9399) Pesch
(9399) Pesch (1994 ST12) – planetoida z pasa głównego asteroid okrążająca Słońce w ciągu 4,18 lat w średniej odległości 2,59 j.a. Odkryta 29 września 1994 roku.